# Alimami Gory
Alimami Gory (Le Havre, 30 agosto 1996) è un calciatore francese, attaccante del Paris FC.

## Caratteristiche tecniche
È un esterno sinistro.

## Carriera
Cresciuto nel settore giovanile del Le Havre, ha esordito in prima squadra il 9 agosto 2016 disputando l'incontro di Coupe de la Ligue vinto 5-2 contro lo Stade Reims.
Il 19 agosto 2019 è stato acquistato a titolo definitivo dal Cercle Bruges.

## Palmarès

### Club

#### Competizioni nazionali
- Campionato francese di seconda divisione: 1

Troyes: 2020-2021

### Individuale
- Capocannoniere della Coupe de la Ligue: 1

2018-2019 (2 reti, alla pari con altri 15 giocatori)